# Жалгансай
Жалгансай (каз. Жалғансай) — село в Махамбетском районе Атырауской области Казахстана. Административный центр и единственный населённый пункт Жалгансайского сельского округа. Код КАТО — 235645100.
Село расположено на правом берегу реки Урал в 9 км к югу от районного центра Махамбет.

## Население
В 1999 году население села составляло 1133 человека (555 мужчин и 578 женщин). По данным переписи 2009 года, в селе проживало 1246 человек (630 мужчин и 616 женщин).